# Station Château-de-Seilles
Station Château-de-Seilles is een spoorwegstation langs spoorlijn 125 (Namen - Luik) in Seilles, een deelgemeente van de stad Andenne. Het bestaat uit een eilandperron dat met een trap bereikbaar is vanaf het naastgelegen viaduct.
De naam van het station verwijst naar het kasteel van Seilles dat wat verderop staat.

## Treindienst
| Serie       | Treinsoort          | Route | Bijzonderheden                                                                                                  |
| ----------- | ------------------- | --- | --- |
| L 4950      | L-trein (NMBS)      | Luik-Guillemins – Hoei – Château-de-Seilles – Namen                                                                           | |
| P 7480/8480 | Piekuurtrein (NMBS) | [ Hoei – Château-de-Seilles – Namen ] / [ Herstal – Luik-Sint-Lambertus – Luik-Guillemins – [ Rivage – Gouvy ] / [ Statte ] ] | Rijdt alleen op werkdagen. Een trein vanuit Herstal naar Gouvy. Twee treinen per richting tussen Hoei en Namen. |

## Reizigerstellingen
De grafiek en tabel geven het gemiddeld aantal instappende reizigers weer op een week-, zater- en zondag.
| Tabel: aantal instappende reizigers station Château-de-Seilles | Tabel: aantal instappende reizigers station Château-de-Seilles | Tabel: aantal instappende reizigers station Château-de-Seilles | Tabel: aantal instappende reizigers station Château-de-Seilles |
|                                                                | Weekdag                                                        | Zaterdag                                                       | Zondag                                                         |
| -------------------------------------------------------------- | -------------------------------------------------------------- | -------------------------------------------------------------- | -------------------------------------------------------------- |
| 1977                                                           | 187                                                            | 62                                                             | 51                                                             |
| 1978                                                           | 380                                                            | 65                                                             | 33                                                             |
| 1979                                                           | 242                                                            | 95                                                             | 69                                                             |
| 1980                                                           | 180                                                            | 44                                                             | 47                                                             |
| 1981                                                           | 230                                                            | 49                                                             | 24                                                             |
| 1982                                                           | 249                                                            | 76                                                             | 41                                                             |
| 1983                                                           | 243                                                            | 60                                                             | 33                                                             |
| 1984                                                           | 281                                                            | 41                                                             | 36                                                             |
| 1985                                                           | 220                                                            | 61                                                             | 44                                                             |
| 1986                                                           | 227                                                            | 44                                                             | 29                                                             |
| 1987                                                           | 212                                                            | 21                                                             | 31                                                             |
| 1988                                                           | 225                                                            | 37                                                             | 37                                                             |
| 1989                                                           | 199                                                            | 41                                                             | 33                                                             |
| 1990                                                           | 147                                                            | 34                                                             | 25                                                             |
| 1991                                                           | 173                                                            | 33                                                             | 27                                                             |
| 1992                                                           | 183                                                            | 35                                                             | 27                                                             |
| 1993                                                           | 165                                                            | 18                                                             | 20                                                             |
| 1994                                                           | 164                                                            | 29                                                             | 10                                                             |
| 1995                                                           | 125                                                            | 19                                                             | 12                                                             |
| 1996                                                           | 152                                                            | 29                                                             | 6                                                              |
| 1997                                                           | 180                                                            | 26                                                             | 19                                                             |
| 1998                                                           | 145                                                            | 22                                                             | 6                                                              |
| 1999                                                           | 160                                                            | 28                                                             | 11                                                             |
| 2000                                                           | 197                                                            | 22                                                             | 16                                                             |
| 2001                                                           | 185                                                            | 20                                                             | 11                                                             |
| 2002                                                           | 151                                                            | 14                                                             | 10                                                             |
| 2003                                                           | 192                                                            | 25                                                             | 14                                                             |
| 2004                                                           | 158                                                            | 19                                                             | 16                                                             |
| 2005                                                           | 203                                                            | 28                                                             | 11                                                             |
| 2006                                                           | 234                                                            | 27                                                             | 16                                                             |
| 2007                                                           | 198                                                            | 28                                                             | 22                                                             |
| 2008                                                           | -                                                              | -                                                              | -                                                              |
| 2009                                                           | 254                                                            | 15                                                             | 19                                                             |
| 2010                                                           | -                                                              | -                                                              | -                                                              |
| 2011                                                           | -                                                              | -                                                              | -                                                              |
| 2012                                                           | 151                                                            | 31                                                             | 19                                                             |
| 2013                                                           | 170                                                            | 17                                                             | 26                                                             |
| 2014                                                           | 137                                                            | 29                                                             | 18                                                             |
| 2015                                                           | 106                                                            | 23                                                             | 8                                                              |
| 2016                                                           | 137                                                            | 15                                                             | 10                                                             |
| 2017                                                           | 131                                                            | 22                                                             | 23                                                             |
| 2018                                                           | 104                                                            | 37                                                             | 17                                                             |
| 2019                                                           | 136                                                            | 25                                                             | 14                                                             |
| 2020                                                           | 126                                                            | 25                                                             | 15                                                             |
| 2021                                                           | -                                                              | -                                                              | -                                                              |
| 2022                                                           | 150                                                            | 38                                                             | 35                                                             |
| 2023                                                           | 197                                                            | 9                                                              | 14                                                             |
| 2024                                                           | 164                                                            | 22                                                             | 18                                                             |

0,0: Luik-Guillemins ·
1,1: Val-Benoît ·
2,9: Sclessin ·
5,1: Tilleur ·
6,4: Pont-de-Seraing ·
7,3: Jemeppe-sur-Meuse ·
9,3: Flémalle-Grande ·
10,0: Leman ·
11,2: Flémalle-Haute ·
12,3: Chokier ·
14,0: Aigremont ·
15,3: Engis ·
17,3: La Mallieue ·
18,8: Hermalle-sous-Huy ·
21,2: Haute-Flône ·
22,5: Amay ·
24,9: Ampsin ·
27,9: Corphalie ·
29,4: Hoei ·
30,4: Statte ·
32,7: Bas-Oha ·
35,7: Java ·
40,3: Andenne ·
41,7: Château-de-Seilles ·
46,5: Sclaigneaux ·
48,8: Namêche ·
51,5: Marche-les-Dames ·
54,7: Beez ·
57,1: Faubourg-Saint-Nicolas ·
59,5: Namen